# اوتیاگولوو
اوتیاگولوو (انگلیسی: Utyagulovo) یک شهرک در شهرستان زیانچورینسکی استان باشقیرستان کشور روسیه است.